# Mercato Bến Thành
Il mercato Bến Thành (Chợ Bến Thành in vietnamita) è un grande mercato situato nel centro della città di Ho Chi Minh in Vietnam. Il mercato è una delle strutture più antiche di Saigon tutt'oggi esistente ed è un simbolo importante della città di Hồ Chí Minh.

## Storia
Il mercato si sviluppò dal commercio informale creato da venditori ambulanti che, agli inizi del XVII secolo, si riunivano vicino al fiume Saigon. Il mercato fu formalmente istituito dalle potenze coloniali francesi dopo aver conquistato la cittadella di Giaenh nel 1859. La prima struttura ospitante il mercato fu distrutta da un incendio nel 1870 e in seguito ricostruita, diventando il più grande mercato di Saigon. Nel 1912 il mercato fu trasferito in un nuovo edificio e chiamato come nuovo mercato Bến Thành, per distinguerlo rispetto al suo predecessore. L'edificio è stato rinnovato nel 1985.
Oggi il mercato è una località popolare tra i turisti alla ricerca di oggetti artigianali locali, prodotti tessili, áo dài, souvenir e cibi locali.

## Descrizione
Situato su quello che era in origine era un terreno paludoso inutilizzato, l'attuale palazzo del mercato Ben Thanh risale ai primi del Novecento, quando il sindaco della città volle un edificio moderno in linea con la città in crescita. L'edificio è caratterizzato dall'iconica torre dell'orologio e si affaccia su una grande piazza che consente un facile accesso.

## Trasporti
Oltre ad essere un importante centro per la rete di autobus urbani che servono la città di Ho Chi Minh, il mercato Bến Thành è un hub per diverse linee della metropolitana cittadina.